# آدلرزهوف
آدلرزهوف (به آلمانی: Adlershof) یک سکونتگاه مسکونی در آلمان است که در Treptow-Köpenick واقع شده‌است.

## خصوصیات
آدلرزهوف ۱۵٬۱۱۲ نفر جمعیت دارد.